# Sniper: Ghost Warrior
Sniper: Ghost Warrior es un shooter en primera persona para Xbox 360 y PC. Fue lanzado el 29 de junio de 2010 para la Xbox 360 con la versión para PC lanzado el 24 de junio de 2010 a través de Steam. También fue lanzada una versión para PlayStation 3 en 2011. El objetivo del juego es insertar al jugador en el papel de un equipo de francotiradores de élite enviado a una zona hostil, en un intento para ayudar a los rebeldes de la Isla Trueno, un país ficticio de América Latina, donde se lucha contra el gobierno de facto militar que ha derrocado al anterior gobierno democrático.
En marzo de 2013 salió a la venta una secuela, titulada simplemente Sniper: Ghost Warrior 2.

## Historia
En el juego, los jugadores toman el papel de tres personajes en diferentes misiones, usando un personaje de francotirador, el sargento Tyler Wells para misiones de largo alcance, después al soldado Anderson que tiene las asignaciones de sigilo como operador de la Fuerza Delta, y por último un rebelde, El Tejón, para las misiones de los enfrentamientos directos. La trama se centra principalmente alrededor de una unidad especial altamente entrenada que se envía en el país ficticio de Isla Trueno, cuyo gobierno democrático fue derrocado por una fuerza militar hostil. Es la tarea del equipo entrenar y ayudar a los rebeldes en la lucha de la región para atacar a las fuerzas enemigas en varias misiones de asalto cercano y de tiro preciso.

## Recepción
Sniper: Ghost Warrior ha recibido valoraciones muy negativas de los críticos. "IGN" le dio al juego un 5.5, alabando la mecánica del juego de francotiradores, pero criticando el diseño del juego y las situaciones de correr y disparar. "GameSpot" también dio una valoración de 5.5, alabando los aspectos visuales del juego y las cámaras de francotirador, pero criticando la dificultad absurda del juego en algunas áreas, en particular la I.A. de los enemigos que va desde prácticamente nula a tan elevada que el enemigo te puede detectar al instante. "Eurogamer" dio al juego un 2 de 10, citando problemas de gráfica e implacable I.A. "GameZone" dio al juego un 4.5 sobre 10, diciendo: "La campaña para un jugador tiene una duración decente y hay incluso un modo multijugador en línea (si es que se puede encontrar a alguien para jugar). Lamentablemente, Sniper es una experiencia con un atractivo muy limitado. Sólo los jugadores con mucha paciencia y pasión por los rifles de francotirador pueden disfrutarlo. "G4 Play" dio al juego un 2 sobre 5, diciendo que su concepto de juego es interesante. Sin embargo la I.A. enemiga es o muy baja o muy alta, y también el juego tiene una serie de problemas técnicos, algunos de los cuales pueden hacer que el jugador muera, en caso de producirse.